# Kečchon
Město Kečchon (korejsky 개천시 – Käčchŏn si) je město v provincii Jižní Pchjongan v Severní Koreji. Leží u severního okraje provincie u hranice s provincií Severní Pchjongan. K roku 1991 v něm bylo odhadováno přes tři sta tisíc obyvatel.
Ve zdejším pracovním táboře se narodil Sin Tong-hjok, který později ze Severní Korey utekl a o svém útěku napsal knihu.